# إلي بيرغر
إلي بيرغر (بالفرنسية: Élie Berger)‏ هو أمين الأرشيف فرنسي، ولد في 12 أغسطس 1850 في Beaucourt ‏ في فرنسا، وتوفي في 3 أبريل 1925 في الدائرة الرابعة في باريس في فرنسا.